# Lammö
Lammö, finska: Lammassaari, är en ö i Finland. Den ligger i Finska viken och i kommunen Kyrkslätt i landskapet Nyland, i den södra delen av landet. Ön ligger omkring 38 kilometer sydväst om Helsingfors. Öns area är 15,5 hektar och dess största längd är 0,6 kilometer i sydväst-nordöstlig riktning.